# Distretto di Thal
Il distretto di Thal è un distretto del Canton Soletta, in Svizzera. Confina con i distretti di Thierstein a nord, di Gäu a sud-est e di Lebern a sud-ovest, con il Canton Basilea Campagna (distretto di Waldenburg) a nord-est, con il Canton Berna (distretti di regione dell'Emmental-Alta Argovia a sud e del Giura Bernese a nord-ovest) e con il Canton Giura (distretto di Delémont a nord). Il capoluogo è Balsthal.

## Comuni
Amministrativamente è diviso in 8 comuni:
- Aedermannsdorf
- Balsthal
- Herbetswil
- Holderbank
- Laupersdorf
- Matzendorf
- Mümliswil-Ramiswil
- Welschenrohr-Gänsbrunnen

### Fusioni
- 2021: Gänsbrunnen, Welschenrohr  → Welschenrohr-Gänsbrunnen